# Hálfur Hjörleifsson
Hálfur Hjörleifsson (n. 802) fue un caudillo vikingo, rey de Rogaland y Hordaland, Noruega; heredero de Hjörleifur kvennsami Hjörsson. Casó con una princesa llamada Ljúfvina. Su figura histórica se menciona en la Hálfs saga ok Hálfsrekka y la saga de Njal como caudillo de un grupo llamado los «guerreros de Hálf» y uno de los antepasados del caudillo islandés Flosi Þórðarson. Le sucedió en el trono su hijo Hjor.